# Kapangan
Kapangan (Bayan ng Kapangan) är en kommun i Filippinerna. Kommunen ligger på ön Luzon, och tillhör provinsen Benguet. Folkmängden uppgår till 18 137 invånare.
Kapangan är indelat i 15 barangayer.